# Płaszczowina śląska
Płaszczowina śląska – płaszczowina w północnej części Karpat fliszowych.
Pokrywa obszary zachodnich Karpat fliszowych, budując pasma Beskidu Śląskiego i Beskidu Małego, oraz dużą część pogórzy i Bieszczadów.
Zalega w dużej części na płaszczowinie podśląskiej, natomiast od południa nasunięta jest na nią płaszczowina magurska.
Jej budowa geologiczna jest skomplikowana, szereg uskoków dzieli ją na odrębne bloki i ponasuwane na siebie płaty. Największym z nich jest uskok Skawy, dzielący płaszczowinę śląską na dwie części różniące się rozwojem facjalnym i budową. Na zachód od niego płaszczowina dzieli się na jednostkę cieszyńską i godulską. Pomiędzy Skawą a Dunajcem wydziela się dwie strefy, północną (kredową) i południową (paleogeńską), przedzielone strefą lanckorońską z oknem tektonicznym, które odsłania płaszczowinę podśląską. Dalej na wschód, poza Dunajcem, płaszczowina dzieli się na szereg łusek i fałdów o skomplikowanym przebiegu. W obrębie płaszczowiny śląskiej występują utwory od najwyższej jury (tyton) do oligocenu.
Płaszczowina śląska zbudowana jest z piaskowców, łupków, podrzędnie zlepieńców, margli, wapieni oraz skał wulkanicznych - cieszynitów. Miąższość samych piaskowców godulskich i istebniańskich wynosi 2000 m.